# Saint-Charles, Marseille

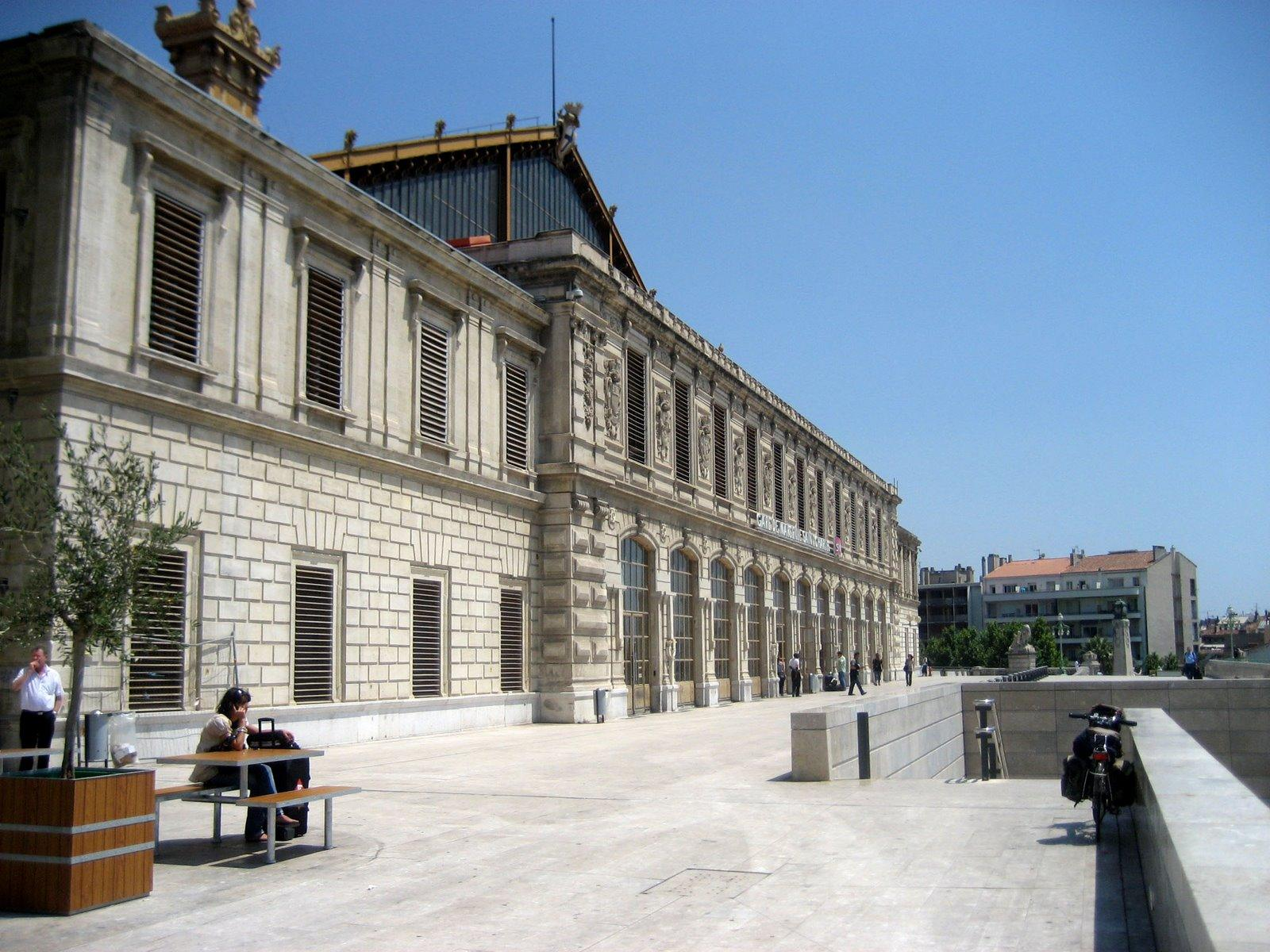
Marseille-Saint-Charles järnvägsstation.

Saint-Charles är en stadsdel i Marseilles 1:a arrondissement och omfattar centralstationen Marseille-Saint-Charles, samt kvarteren närmast öster om stationen. Genom närheten till järnvägsstationen har stadsdelen goda kommunikationer.